# Gustaf Klingenstierna
Erik Gustaf Klingenstierna, född 24 november 1822 på Tistads slott i Bärbo socken, död 12 februari 1894 i Stockholm, var en svensk militär. Han  tillhörde ätten Klingenstierna och var farbror till Axel Klingenstierna.
Gustaf Klingenstierna var son till majoren Samuel Klingenstierna. Han blev underlöjtnant vid Ingenjörskåren 1842, genomgick Högre artilleriläroverket på Marieberg 1844–1849, blev major vid Ingenjörkåren 1868, överstelöjtnant 1869 och överste i armén 1880. År 1880 erhöll han avsked från beställning på stat. Redan innan Klingenstierna avslutade kursen på Marieberg, blev han 1848 repetitör vid artilleriläroverket samt var från 1847 biträdande och 1856–1870 ordinarie lärare i befästningskonst vid Krigsakademien på Karlberg. Klingenstierna skrev under denna tid ett exercisreglemente samt flera andra militära läroböcker. Han upprättade en privat förberedande kadettskola 1852 och förestod denna till 1858. Klingenstierna blev ledamot av vapen- och befästningskommittén 1868 och av undervisningskommissionen 1870. Åren 1873–1874 var han fullmäktig i Riksgäldskontoret. Han var en av stiftarna av Stockholms tjänstemannasparkassa och dess ordförande från 1881. År 1882 blev han ordförande i Svenska Likbränningsföreningen. Klingenstierna tillhörde Krigsvetenskapsakademien från 1859 och var dess sekreterare 1869–1873. I akademiens handlingar och tidskrifter författade han många uppsatser.